# Лариби, Карим
Карим Лариби (итал. Karim Laribi; родился 20 апреля 1991, Милан, Италия) — тунисский футболист, вингер клуба «Эллас Верона» и сборной Туниса.

## Клубная карьера
Лариби — воспитанник клубов «Интер», английского «Фулхэма» и «Палермо». В 2010 году Карим для получения игровой практики на правах аренды перешёл в «Фоджу». 22 августа в матче против «Кавезе» он дебютировал в итальянской Серии C. В поединке против «Фолиньо» Лариби забил свой первый гол за «Фоджу». Летом 2011 года Карим был отдан в аренду в «Сассуоло». 27 августа в матче против «Ночерина» он дебютировал в Серии B. 15 октября в поединке против «Альбинолеффе» Лариби забил свой первый гол за «Сассуоло». По итогам сезона клуб выкупил его трансфер у «Палермо». В 2013 году Карим помог команде выйти в элиту. 25 августа в матче против «Торино» он дебютировал в Серии A.
В начале 2014 года для получения игровой практики Лариби на правах аренды перешёл в «Латину». 25 января в матче против «Эмполи» он дебютировал за новый клуб. 25 мая в поединке против «Чезены» Карим сделал «дубль», забив свои первые голы за «Латину».
Летом того же года Лариби на правах аренды присоединился к «Болонье». 29 августа в матче против «Перуджы» он дебютировал за новую команду. 27 сентября в поединке против «Читаделлы» Карим забил свой первый гол за «Болонью». Летом 2016 года Лариби на правах аренды перешёл в «Чезену». 27 сентября в матче против «Асколи» он дебютировал за новую команду. 22 апреля 2017 года в поединке против «Авеллино» Карим забил свой первый гол за «Чезену». По итогам сезона Лариби подписал с клубом полноценный контракт.

## Международная карьера
Лариби выступал за молодёжный сборные Италии, но в затем принял решение играть за сборную исторической родины. 24 марта 2017 года в товарищеском матче против сборной Камеруна Карим дебютировал за сборную Туниса.